# Stephen Hendry
Stephen Gordon Hendry, MBE (South Queensferry, Edimburgo, 13 de enero de 1969), es un jugador profesional de snooker escocés, ganador de treinta y seis títulos de ranking —entre ellos siete campeonatos del mundo—, la cual es la segunda mejor marca de la historia, solo superada por Ronnie O'Sullivan.

## Carrera
| Torneos de la Triple Corona |            |            |            |            |            |            |            |            |            |            |            |            |            |            |            |            |            |            |            |            |            |            |            |            |            |            |            |             |
| Torneo                      | 1985/ 1986 | 1986/ 1987 | 1987/ 1988 | 1988/ 1989 | 1989/ 1990 | 1990/ 1991 | 1991/ 1992 | 1992/ 1993 | 1993/ 1994 | 1994/ 1995 | 1995/ 1996 | 1996/ 1997 | 1997/ 1998 | 1998/ 1999 | 1999/ 2000 | 2000/ 2001 | 2001/ 2002 | 2002/ 2003 | 2003/ 2004 | 2004/ 2005 | 2005/ 2006 | 2006/ 2007 | 2007/ 2008 | 2008/ 2009 | 2009/ 2010 | 2010/ 2011 | 2011/ 2012 | Carrera G-P |
| Campeonato del Reino Unido  | LQ         | 1R         | 1R         | F          | G          | G          | SF         | CF         | F          | G          | G          | G          | F          | 1R         | SF         | SF         | CF         | CF         | F          | 1R         | SF         | F          | 1R         | 1R         | 2R         | 2R         | 1R         | 5 / 26      |
| The Masters                 | A          | A          | A          | G          | G          | G          | G          | G          | F          | CF         | G          | CF         | F          | 1R         | CF         | SF         | CF         | F          | 1R         | CF         | 1R         | SF         | 1R         | 1R         | 1R         | 1R         | A          | 6 / 23      |
| Campeonato Mundial          | 1R         | CF         | 2R         | SF         | G          | CF         | G          | G          | G          | G          | G          | F          | 1R         | G          | 1R         | CF         | F          | CF         | SF         | CF         | 1R         | 2R         | SF         | CF         | 2R         | 2R         | CF         | 7 / 27      |

| Tabla de Rendimiento | Tabla de Rendimiento            | Tabla de Rendimiento | Tabla de Rendimiento       |
| -------------------- | ------------------------------- | -------------------- | -------------------------- |
| A                    | No participó                    | #R                   | Cayó en rondas previas     |
| CF                   | No pasa de cuartos              | SF                   | No pasa de las semifinales |
| F                    | Llega a la final, es subcampeón | G                    | Gana el torneo             |

Luego de su derrota por 13-2 ante Stephen Maguire en cuartos de final del Campeonato del Mundo de 2012, donde había conseguido una puntuación máxima de 147 en primera ronda ante Stuart Bingham, anunció su retiro del snooker profesional, dando por finalizada su carrera en la que consiguió el título de campeón del mundo en siete oportunidades.
En marzo de 2021 volvió al circuito, participando en el Abierto de Gibraltar, donde perdió en primera ronda tras enfrentarse a Matthew Selt, perdiendo el partido por 4 a 1